# 15109 Wilber
15109 Wilber (2000 CW61) là một tiểu hành tinh vành đai chính được phát hiện ngày 2 tháng 2 năm 2000 bởi nhóm nghiên cứu tiểu hành tinh gần Trái Đất phòng thí nghiệm Lincoln ở Socorro.